# 承炷
承炷（？—？），正白旗滿洲人，清朝政治人物。

## 生平
承炷曾于嘉庆二年接替舒庆雲任龙岩州知州一职，嘉庆三年由延青云接任。